# Muixeranga de Vinaròs
La Muixeranga de Vinaròs és una colla muixeranguera fundada el divendres 22 de febrer de 2013 a la ciutat de Vinaròs.
És la Muixeranga més al nord del País Valencià, i està formada per aproximadament seixanta socis. Tot i anomenar-se "Muixeranga de Vinaròs", té membres d'altres ciutats del Maestrat com són Benicarló, Càlig, i també del Montsià, com Amposta i la Ràpita. La creació de la Muixeranga de Vinaròs va ser clau en l'inici de la nova etapa de creació i d'expansió de les Muixerangues en la segona dècada del segle xxi.
Hi ha imatges de joves de Vinaròs fent torres humanes improvisades però d’una alçada de tres pisos a la platja als anys seixanta. Algunes fonts ho atribueixen a la influència dels dansants de Peníscola.
La muixeranga es formà en 2013 com una secció del Ball de Dimonis. En 2014 va legalitzar-se com una entitat independent.
La temporada 2017 fou la del ressò que va aconseguir la colla al llarg de l'any per noves situacions. La primera situació parteix de ser la primera Muixeranga en tota la història que fa participar en un President de la Generalitat sota la seva pinya en una actuació i posteriorment fer-li pujar una xiqueta sobre els muscles.
Els colors roig i blanc estan interposats en la camisa i el pantaló. Sobre la camisa el color roig se situa a la part esquerra i el blanc a la dreta, mentre que al pantaló és a l'inrevés. El disseny del nou uniforme va agafar com a base la bandera marítima de la ciutat, la qual posteriorment s'ha utilitzat com a la nova bandera de Vinaròs.
Els assajos de la muixeranga es fan al pavelló poliesportiu municipal a l’hivern, mentre que a l'estiu es fan al passeig marítim. Els assajos d’estiu fan de punt de atracció de nous membres.
Considerada una muixeranga amb un alt nivell tècnic, en els seus primers tres anys va alçar 373 figures, majoritàriament sense pinya, de les quals només varen caure tres, un 0’8%. En comparació, les colles castelleres tenen un percentatge de caigudes del 3%.